# J C Bamford Excavators
J C Bamford Excavators Ltd. – brytyjskie przedsiębiorstwo przemysłowe działające pod marką JCB, produkujące maszyny budowlane i rolnicze oraz agregaty prądotwórcze. Siedziba przedsiębiorstwa mieści się w Rocester.
Przedsiębiorstwo zatrudnia około 12 000 pracowników (2015), z czego około 6000 w Wielkiej Brytanii, i posiada 22 fabryki. W 2013 roku przychody ze sprzedaży osiągnięte przez JCB wyniosły 2,68 mld funtów, a zysk – 313 mln funtów.
Przedsiębiorstwo założone zostało w 1945 roku przez Josepha Cyrila Bamforda w wynajmowanym garażu w Uttoxeter. W 1953 roku skonstruował on pierwszą na świecie koparkoładowarkę. Od tego czasu nazwa „JCB” weszła do słowników języka angielskiego jako synonim tego typu maszyn.
W listopadzie 2004 roku w fabryce JCB Power Systems w Derbyshire rozpoczęto produkcję pierwszego silnika wysokoprężnego, 4-cylindrowego JCB444.
W roku 2019 inżynierowie JCB skonstruowali ciągnik JCB Fastrac Two, który ustanowił rekord prędkości 247,47 km/h, co pozwoliło na wpisanie tego osiągu do księgi rekordów Guinessa.